# Włodzimierz Smolarek
Włodzimierz Wojciech Smolarek (Aleksandrów Łódzki, 16 juli 1957 – aldaar, 7 maart 2012) was een Poolse profvoetballer. Hij was de vader van Ebi Smolarek, die eveneens uitkwam voor Feyenoord. Smolarek overleed in zijn slaap, op 54-jarige leeftijd.

## Clubcarrière
Włodzimierz Smolarek begon zijn carrière bij Widzew Łódź, waar hij van 1974 tot 1978 en van 1980 tot 1986 speelde. Met deze club won hij twee keer het Poolse landskampioenschap en een keer de Poolse beker. Tussen 1978 en 1980 speelde hij twee jaar voor Legia Warschau. De aanvaller verhuisde na 1986 voor twee jaar naar Eintracht Frankfurt.
In 1988 ging Wlodi, zoals hij in Nederland genoemd werd, naar Feyenoord. Daarna is hij niet meer uit Nederland vertrokken. In de winterstop van het seizoen 1989/90 vertrok hij naar FC Utrecht. In totaal speelde hij 166 duels voor die club en maakte hij 33 goals, evenveel als Jan Groenendijk en Joop van Maurik. In 1996 sloot hij zijn loopbaan ook af in de Domstad. Sinds medio jaren negentig was Smolarek jeugdtrainer bij Feyenoord. Op 9 oktober 2009 besloten Smolarek en Feyenoord hun samenwerking te beëindigen.

## Interlandcarrière
In totaal kwam hij zestig keer uit voor het Pools voetbalelftal, waarvan acht keer als aanvoerder. Zijn hoogtepunt met het Poolse elftal was het behalen van de derde plaats bij de WK-eindronde 1982 in Spanje. Hij maakte zijn debuut voor de nationale ploeg op 12 oktober 1980 in de vriendschappelijke uitwedstrijd tegen Argentinië (2-1). Hij moest in dat duel na 78 minuten plaatsmaken voor Andrzej Milczarski. Zijn zestigste en laatste interland speelde Smolarek op 14 oktober 1992 tegen Nederland. Hij kwam in dat WK-kwalificatieduel na 68 minuten in het veld voor Wojciech Kowalczyk.
| Interlanddoelpunten | Interlanddoelpunten | Interlanddoelpunten | Interlanddoelpunten                    | Interlanddoelpunten | Interlanddoelpunten | Interlanddoelpunten | Interlanddoelpunten |
| #                   | Datum               | Locatie             | Wedstrijd                              | Goal(s)             | Score               | Uitslag             | Wedstrijd           |
| ------------------- | ------------------- | ------------------- | -------------------------------------- | ------------------- | ------------------- | ------------------- | ------------------- |
| 1                   | 07/12/1980          | Ta' Qali            | Malta – Polen                          | 55'                 | 0 – 1               | 0 – 2               | WK-kwalificatie     |
| 2                   | 10/10/1981          | Leipzig             | Duitse Democratische Republiek – Polen | 5'                  | 0 – 2               | 2 – 3               | WK-kwalificatie     |
| 3                   | 10/10/1981          | Leipzig             | Duitse Democratische Republiek – Polen | 62'                 | 1 – 3               | 2 – 3               | WK-kwalificatie     |
| 4                   | 15/11/1981          | Wrocław             | Polen – Malta                          | 46'                 | 2 – 0               | 6 – 0               | WK-kwalificatie     |
| 5                   | 15/11/1981          | Wrocław             | Polen – Malta                          | 64'                 | 4 – 0               | 6 – 0               | WK-kwalificatie     |
| 6                   | 22/06/1982          | La Coruña           | Polen – Peru                           | 55'                 | 1 – 0               | 5 – 1               | WK-eindronde        |
| 7                   | 08/09/1982          | Kuopio              | Finland – Polen                        | 12' (pk)            | 0 – 1               | 2 – 3               | EK-kwalificatie     |
| 8                   | 17/04/1983          | Warschau            | Polen – Finland                        | 2' (pk)             | 1 – 0               | 1 – 1               | EK-kwalificatie     |
| 9                   | 17/10/1984          | Zabrze              | Polen – Griekenland                    | 62'                 | 1 – 1               | 3 – 1               | WK-kwalificatie     |
| 10                  | 31/10/1984          | Mielec              | Polen – Albanië                        | 23'                 | 1 – 0               | 2 – 2               | WK-kwalificatie     |
| 11                  | 19/05/1985          | Athene              | Griekenland – Polen                    | 25'                 | 0 – 1               | 1 – 4               | WK-kwalificatie     |
| 12                  | 07/06/1986          | Monterrey           | Portugal – Polen                       | 64'                 | 0 – 1               | 0 – 1               | WK-eindronde        |
| 13                  | 17/05/1987          | Boedapest           | Hongarije – Polen                      | 52'                 | 1 – 2               | 5 – 3               | EK-kwalificatie     |

## Statistieken
| Seizoen | Club                | Competitie  | Duels | Goals |
| ------- | ------------------- | ----------- | ----- | ----- |
| 1974/75 | Widzew Łódź         | Ekstraklasa | 0     | 0     |
| 1975/76 | Widzew Łódź         | Ekstraklasa | 0     | 0     |
| 1976/77 | Widzew Łódź         | Ekstraklasa | 0     | 0     |
| 1977/78 | Widzew Łódź         | Ekstraklasa | 0     | 0     |
| 1977/78 | Legia Warschau      | Ekstraklasa | 3     | 0     |
| 1978/79 | Legia Warschau      | Ekstraklasa | 15    | 4     |
| 1978/79 | Widzew Łódź         | Ekstraklasa | 4     | 0     |
| 1979/80 | Widzew Łódź         | Ekstraklasa | 26    | 9     |
| 1980/81 | Widzew Łódź         | Ekstraklasa | 25    | 6     |
| 1981/82 | Widzew Łódź         | Ekstraklasa | 28    | 10    |
| 1982/83 | Widzew Łódź         | Ekstraklasa | 20    | 10    |
| 1983/84 | Widzew Łódź         | Ekstraklasa | 23    | 8     |
| 1984/85 | Widzew Łódź         | Ekstraklasa | 29    | 8     |
| 1985/86 | Widzew Łódź         | Ekstraklasa | 26    | 10    |
| 1986/87 | Eintracht Frankfurt | Bundesliga  | 30    | 4     |
| 1987/88 | Eintracht Frankfurt | Bundesliga  | 33    | 9     |
| 1988/89 | Feyenoord           | Eredivisie  | 31    | 10    |
| 1989/90 | Feyenoord           | Eredivisie  | 15    | 3     |
| 1989/90 | FC Utrecht          | Eredivisie  | 15    | 0     |
| 1990/91 | FC Utrecht          | Eredivisie  | 32    | 12    |
| 1991/92 | FC Utrecht          | Eredivisie  | 30    | 8     |
| 1992/93 | FC Utrecht          | Eredivisie  | 33    | 9     |
| 1993/94 | FC Utrecht          | Eredivisie  | 30    | 1     |
| 1994/95 | FC Utrecht          | Eredivisie  | 23    | 3     |
| 1995/96 | FC Utrecht          | Eredivisie  | 2     | 0     |

## Erelijst

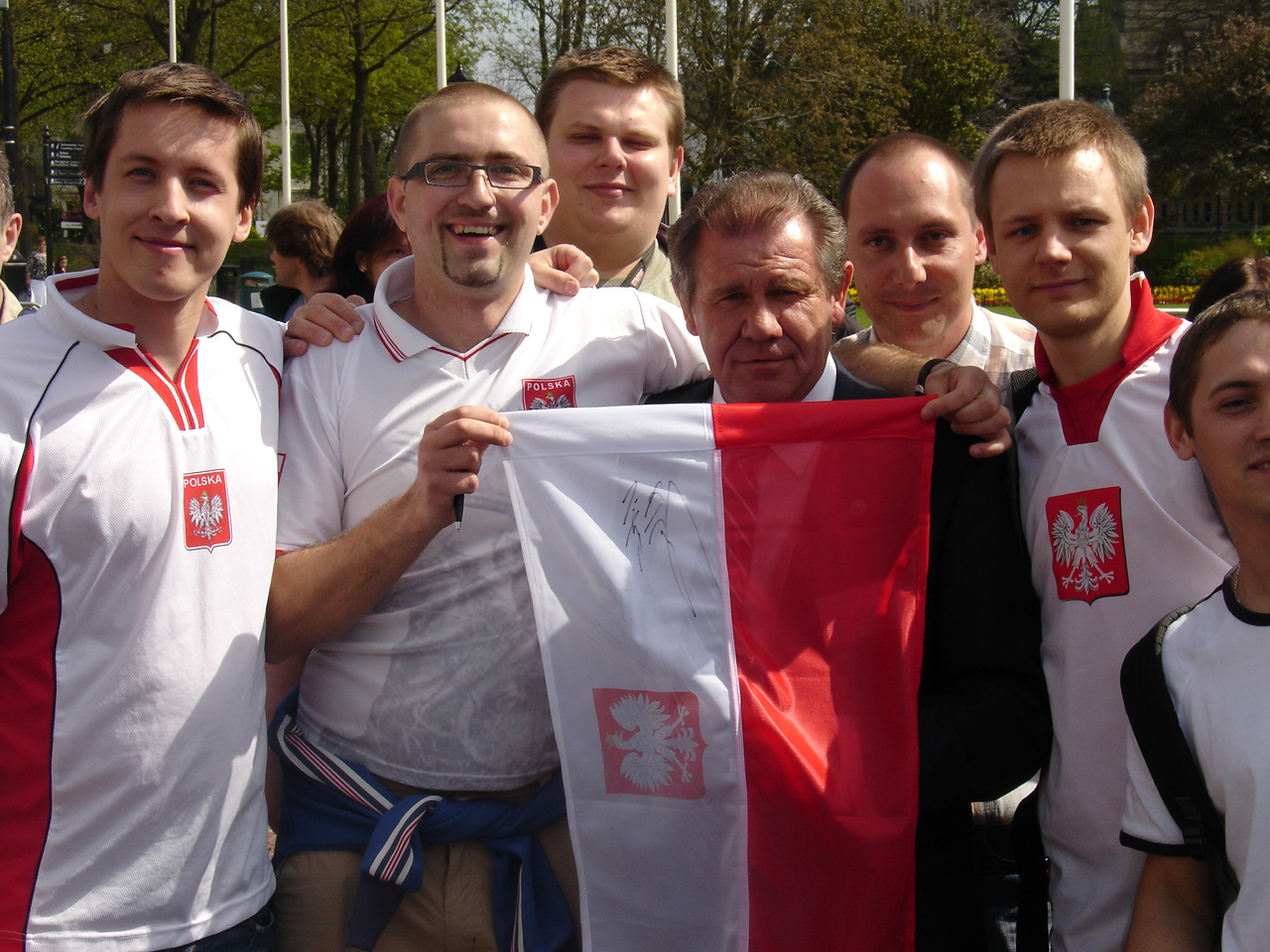
Smolarek in 2007

Widzew Łódź
- Pools landskampioen

1981, 1982
- Pools bekerwinnaar

1985
- Pools voetballer van het jaar

1984, 1986
 Eintracht Frankfurt
- Duits bekerwinnaar

1988